# Anthrax melanopogon
Anthrax melanopogon är en tvåvingeart som först beskrevs av Jacques-Marie-Frangile Bigot 1892.  Anthrax melanopogon ingår i släktet Anthrax och familjen svävflugor. Inga underarter finns listade i Catalogue of Life.